# Les Écologistes

Parteilogo bis 2023

Les Écologistes – Europe Écologie Les Verts (deutsch Die Ökologen – Europa Ökologie Die Grünen, kurz Les Écologistes – EÉLV, Les Écologistes, EELV oder EÉLV, bis 14. Oktober 2023 Europe Écologie Les Verts [øʁɔp‿ekɔlɔˈʒi leˈvɛʁ], deutsch Europa Ökologie Die Grünen) ist eine französische Partei, die am 13. November 2010 aus der Fusion der 1984 gegründeten ökologischen Partei Les Verts und dem zur Europawahl 2009 erstmals angetretenen Wahlbündnis Europe Écologie entstand. EELV gehört der Europäischen Grünen Partei und den Global Greens an. Zum Zeitpunkt ihrer Gründung hatte die Partei 13.000 Mitglieder.

## Geschichte

### Gründung
Auf Initiative des Publizisten und deutsch-französischen Europaparlamentariers Daniel Cohn-Bendit bildete sich für die Europawahl in Frankreich 2009 das Wahlbündnis Europe Écologie. Es bestand aus der grünen Partei Les Verts sowie weiteren Kleinparteien und zum Teil bekannten Umweltaktivisten und hatte mit 16,3 % der Stimmen einen überraschenden Erfolg. Les Verts und die neuen Mitglieder von Europe Écologie, die sich nicht der grünen Partei anschließen wollten, begannen 2010 Gespräche über die Gründung einer neuen, erweiterten politischen Bewegung.
Am 13. November 2010 wurde die neue Partei in Lyon gegründet. Nach einer Rede des bekannten Umweltschützers und Fernsehmoderators Nicolas Hulot und weiterer Persönlichkeiten stimmte eine Mehrheit für den neuen Namen „Europe Écologie – Les Verts“ (EELV). Es kam in dieser Anfangsphase jedoch auch zu Spannungen zwischen den verschiedenen Strömungen. So war der Parteipräsident zunächst Jean-Paul Besset, der jedoch wenige Wochen später auf alle Parteiämter verzichtete. Die erste Generalsekretärin wurde Cécile Duflot, die Parteichefin von Les Verts.

### Entwicklung seit 2012
Für die Präsidentschaftswahl 2012 setzte sich die EU-Abgeordnete Eva Joly in einer Vorwahl gegen den Fernsehmoderator und Umweltschützer Nicolas Hulot durch. Eva Joly erreichte in der 1. Runde der Präsidentschaftswahl nur gut 2 % der Stimmen und rief in der zweiten Runde zur Wahl von François Hollande auf. Bei der Parlamentswahl am 17. Juni 2012 errang die Partei auch aufgrund von Wahlabsprachen mit der Parti Socialiste 17 Sitze in der Nationalversammlung. Gewählt wurde auch der von EELV unterstützte UDB-Anhänger Paul Molac.
Von Mai 2012 bis März 2014 war die Partei in einer Regierungskoalition mit der Parti socialiste und stellte mit Cécile Duflot im Kabinett Ayrault die Ministerin für Regionalentwicklung und Wohnen sowie mit Pascal Canfin einen beigeordneten Minister für Entwicklungshilfe im Außenministerium. Am 7. Dezember 2012 gab Daniel Cohn-Bendit bekannt, nicht mehr in der Partei mitarbeiten oder sich an deren Diskussionen intern beteiligen zu wollen. Er zahle aber weiterhin Beiträge und bleibe damit formell Mitglied. Nach dem Rücktritt Ayraults und der Ernennung von Manuel Valls zum neuen Premierminister beendete EELV die Zusammenarbeit mit den Sozialisten aus Protest gegen die vermeintlich „neoliberale“ Wende in der Regierungspolitik.
Bei den Europawahlen 2014 war der von EELV unterstützte José Bové zusammen mit der deutschen Ska Keller Spitzenkandidat der Liste der Europäischen Grünen Partei. In Frankreich wurden für die Partei mit rund 9 Prozent der Stimmen sechs Abgeordnete ins Europaparlament gewählt. Nach den Kommunalwahlen 2014 stellte die Partei rund 50 Bürgermeister in Frankreich, darunter ist mit Grenoble eine Großstadt.
Am 27. und 28. August 2015 erklärten Jean-Vincent Placé, Fraktionsvorsitzender der EELV im Senat, und François de Rugy, stellvertretender Fraktionsvorsitzender in der Nationalversammlung, ihren Austritt aus der Partei. Hintergrund waren Auseinandersetzungen um den von beiden angestrebten Wiedereintritt der EELV in die Regierung und das andererseits von der Partei angestrebte Wahlbündnis mit der Front de gauche bei den Regionalwahlen. Sie gründeten daraufhin die neue Partei Écologistes !. Als im Februar 2016 die bisherige Generalsekretärin Emmanuelle Cosse als Ministerin in das Kabinett Valls II eintrat, wurde David Cormand vorübergehend für diesen Posten ernannt, später von einem Parteitag auf drei Jahre gewählt. 
Vor der Präsidentschaftswahl 2017 hielten die Grünen zunächst eine Urwahl zur Bestimmung ihres Kandidaten ab, die Yannick Jadot gegen Michèle Rivasi gewann. Schließlich verzichtete EELV aber auf eine eigene Kandidatur, um Benoît Hamon von den Sozialisten zu unterstützen, in dessen Programm ökologische Themen auch eine wichtige Rolle spielten. Er kam mit 6,4 Prozent der Wählerstimmen nur auf den fünften Platz. Die darauffolgende Parlamentswahl brachte eine schwere Niederlage für die linken Parteien, EELV verlor all ihre Sitze in der Nationalversammlung. Die Europawahl 2019 verlief für die Ökologisten hingegen erfolgreich: Sie steigerten sich auf 13,4 Prozent und 13 Sitze. Damit wurden sie drittstärkste Kraft hinter dem rechtspopulistischen Rassemblement National und der liberalen Präsidentenpartei La République en Marche. Bei der Kommunalwahl 2020 gewannen Mitglieder von EELV die Bürgermeisterämter von Großstädten wie Marseille, Lyon, Straßburg und Bordeaux. In Grenoble wurde der grüne Bürgermeister bestätigt. In der Presse wurde dies als eine „grüne Welle“ beschrieben.
Im Rahmen des Pôle écologiste (Ökologischer Pol), in welchem EELV zusammen mit verschiedene ökologische Parteien vereinigt ist, fanden Vorwahlen zur Ernennung eines gemeinsamen Kandidaten für die Präsidentschaftswahlen 2022 statt. Diese gewann im zweiten Wahlgang der EELV-Europaabgeordnete Yannick Jadot knapp gegen die als radikaler geltende Sandrine Rousseau, ebenfalls EELV-Mitglied. Im ersten Wahlgang der Präsidentschaftswahl erhielt Jadot 4,6 % der Stimmen und schied somit aus. Zur anschließenden Parlamentswahl 2022 war EELV Teil des linken Wahlbündnisses Nouvelle union populaire écologique et sociale (NUPES) gemeinsam mit La France insoumise, der Sozialistischen Partei und der Kommunistischen Partei Frankreichs und kleineren Parteien des linken und ökologischen Spektrums. Das Bündnis hat 131 Sitze in der Nationalversammlung gewonnen, davon 23 für den Pôle écologiste, darunter 16 für EELV.

## Politische Positionen
Als grüne Partei priorisiert und betont die EELV Umweltfragen. So strebt EELV eine deutliche Reduktion von Treibhausgasen, den europaweiten Ausstieg aus der Kernenergie zugunsten Erneuerbarer Energien und ein Moratorium für die Verwendung gentechnisch veränderter Organismen an.
EELV bekennt sich klar zur EU-Mitgliedschaft Frankreichs und strebt langfristig einen Europäischen Bundesstaat an.
Im Zuge der Gelbwestenproteste sprach sich EELV für einen sozialverträglichen Klimaschutz aus.

## Parteiführung

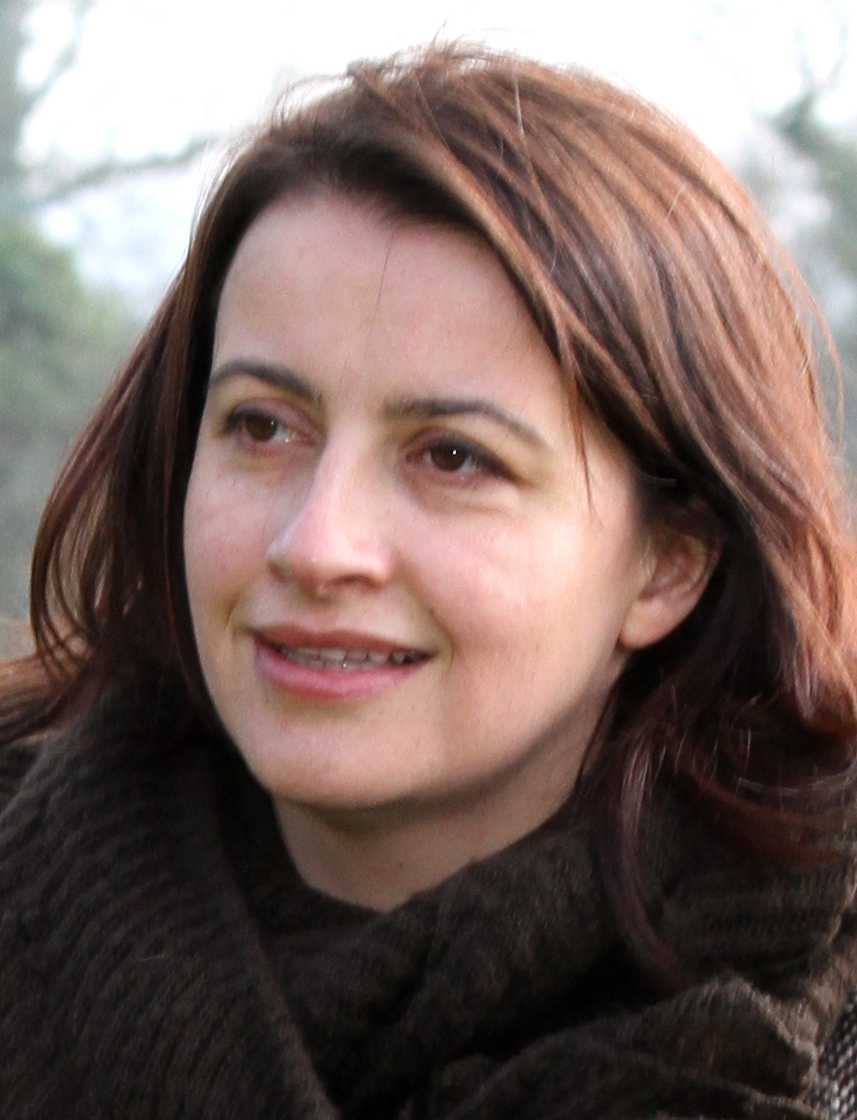
Cécile Duflot (2011)

Höchstes Gremium ist der Parteitag, der die politische Ausrichtung bestimmt und das 18-köpfige Politbüro wählt, einschließlich der sechs Mitglieder des Sekretariats (entspricht einem geschäftsführenden Parteivorstand), das vom Generalsekretär (Secrétaire national) geführt wird. Die politische Leitung liegt bei dem Bundesrat (Conseil fédéral), der aus 120 Mitgliedern besteht, die zu 1⁄3 vom Parteitag und zu 2⁄3 von den Regionalkongressen gewählt werden.

### Generalsekretäre
- 2010–2012: Cécile Duflot
- 2012–2013: Pascal Durand
- 2013–2016: Emmanuelle Cosse
- 2016–2019: David Cormand
- 2019–2022: Julien Bayou: Er trat nach Vorwürfen durch seine Parteifreundin Sandrine Rousseau, psychische Gewalt gegen seine ehemalige Lebensgefährtin ausgeübt zu haben, zurück.[15]
- Seit 2022: Marine Tondelier

### Präsidenten desConseil fédéral
- 2010–2013: Philippe Meirieu
- Seit 2013: Thierry Brochot

### Pressesprecher
- 2010–2012: Pascal Durand
- 2012–2013: Élise Lowy und Jean-Philippe Magnen
- 2013–2014: Sandrine Rousseau und Éric Loiselet
- Seit 2014: Sandrine Rousseau und Julien Bayou